# Ujungbarang
Ujungbarang is een bestuurslaag in het regentschap Cilacap van de provincie Midden-Java, Indonesië. Ujungbarang telt 3751 inwoners (volkstelling 2010).